# Phyllomedusa camba
Phyllomedusa camba är en groddjursart som beskrevs av De la Riva 1999. Phyllomedusa camba ingår i släktet Phyllomedusa och familjen lövgrodor. IUCN kategoriserar arten globalt som livskraftig. Inga underarter finns listade i Catalogue of Life.